# Pechora
Huyện Pechora (tiếng Nga: ? райо́н) là một huyện hành chính tự quản (raion), của Cộng hòa Komi, Nga. Huyện có diện tích 28923 km², dân số thời điểm ngày 1 tháng 1 năm 2000 là 58100 người. Trung tâm của huyện đóng ở Pechora.